# Amy Banarsie
Amy Banarsie (12 september 2000) is een Surinaams–Nederlands voetbalster.

## Carrière
Op 13 mei 2016 maakte ze haar debuut bij de eerste selectie in de thuiswedstrijd tegen ADO Den Haag. Ze mocht in de 76e minuut invallen voor Jorie Schepers. De wedstrijd eindigde in 0–4. In 2022 maakte ze de beslissing om haar interlandcarrière voort te zetten bij het Surinaams vrouwenvoetbalelftal. In de zomer van 2022 maakte ze de overstap naar VV Alkmaar.

### Carrièrestatistieken
| Seizoen                     | Club            | Land            | Competitie      | Competitie | Competitie | Beker | Beker | Internationaal | Internationaal | Overig | Overig | Totaal | Totaal |
| Seizoen                     | Club            | Land            | Competitie      | Wed.       | Dlp.       | Wed.  | Dlp.  | Wed.           | Dlp.           | Wed.   | Dlp.   | Wed.   | Dlp.   |
| --------------------------- | --------------- | --------------- | --------------- | ---------- | ---------- | ----- | ----- | -------------- | -------------- | ------ | ------ | ------ | ------ |
| 2015/16                     | PEC Zwolle      | Nederland       | Eredivisie      | 1          | 0          | 0     | 0     | –              | –              | –      | 1      | 0      |        |
| 2016/17                     | PEC Zwolle      | Nederland       | Eredivisie      | 1          | 0          | 0     | 0     | –              | –              | –      | –      | 1      | 0      |
| 2017/18                     | PEC Zwolle      | Nederland       | Eredivisie      | 1          | 0          | 0     | 0     | –              | –              | –      | –      | 1      | 0      |
| 2018/19                     | PEC Zwolle      | Nederland       | Eredivisie      | 1          | 0          | 0     | 0     | –              | –              | –      | –      | 1      | 0      |
| 2019/20                     | PEC Zwolle      | Nederland       | Eredivisie      | 9          | 1          | 1     | 0     | –              | –              | 5      | 1      | 15     | 1      |
| 2020/21                     | PEC Zwolle      | Nederland       | Eredivisie      | 0          | 0          | 0     | 0     | –              | –              | 0      | 0      | 0      | 0      |
| 2021/22                     | PEC Zwolle      | Nederland       | Eredivisie      | 19         | 3          | 0     | 0     | –              | –              | 0      | 0      | 19     | 3      |
| 2022/23                     | VV Alkmaar      | Nederland       | Eredivisie      | 0          | 0          | 0     | 0     | –              | –              | 0      | 0      | 0      | 0      |
| Carrière totaal             | Carrière totaal | Carrière totaal | Carrière totaal | 32         | 4          | 1     | 0     | 0              | 0              | 5      | 1      | 38     | 4      |
| Bijgewerkt tot 10 juni 2022 |                 |                 |                 |            |            |       |       |                |                |        |        |        |        |

## Interlandcarrière

### Suriname
Op 18 februari 2022 debuteerde Banarsie voor Suriname in een kwalificatiewedstrijd tegen Mexico (0 – 9).
| Interlands van Amy Banarsie voor Suriname | Interlands van Amy Banarsie voor Suriname | Interlands van Amy Banarsie voor Suriname | Interlands van Amy Banarsie voor Suriname | Interlands van Amy Banarsie voor Suriname | Interlands van Amy Banarsie voor Suriname |
| №                                         | Datum                                     | Wedstrijd                                 | Uitslag                                   | Soort Wedstrijd                           | Doelpunten                                |
| Als speelster bij PEC Zwolle              | Als speelster bij PEC Zwolle              | Als speelster bij PEC Zwolle              | Als speelster bij PEC Zwolle              | Als speelster bij PEC Zwolle              | Als speelster bij PEC Zwolle              |
| ----------------------------------------- | ----------------------------------------- | ----------------------------------------- | ----------------------------------------- | ----------------------------------------- | ----------------------------------------- |
| 1.                                        | 18 februari 2022                          | Mexico – Suriname                         | 9 – 0                                     | Kwalificatie CONCACAF 2022                | 0                                         |
| 2.                                        | 22 februari 2022                          | Suriname – Anguilla                       | 5 – 0                                     | Kwalificatie CONCACAF 2022                | 1                                         |
| 3.                                        | 8 april 2022                              | Puerto Rico – Suriname                    | 2 – 0                                     | Kwalificatie CONCACAF 2022                | 0                                         |

### Nederland onder 16
Op 11 februari 2016 debuteerde Banarsie voor Nederland –16 in een vriendschappelijke wedstrijd tegen Duitsland –16 (1 – 1).
| Interlands van Amy Banarsie  | Interlands van Amy Banarsie  | Interlands van Amy Banarsie  | Interlands van Amy Banarsie  | Interlands van Amy Banarsie  | Interlands van Amy Banarsie  |
| №                            | Datum                        | Wedstrijd                    | Uitslag                      | Soort Wedstrijd              | Doelpunten                   |
| Als speelster bij PEC Zwolle | Als speelster bij PEC Zwolle | Als speelster bij PEC Zwolle | Als speelster bij PEC Zwolle | Als speelster bij PEC Zwolle | Als speelster bij PEC Zwolle |
| ---------------------------- | ---------------------------- | ---------------------------- | ---------------------------- | ---------------------------- | ---------------------------- |
| 1.                           | 11 februari 2016             | Nederland – Duitsland        | 1 – 1                        | Vriendschappelijk            | 0                            |
| 2.                           | 13 februari 2016             | Frankrijk – Nederland        | 2 – 1                        | Vriendschappelijk            | 0                            |
| 3.                           | 15 februari 2016             | Nederland – Schotland        | 3 – 1                        | Vriendschappelijk            | 0                            |
| 4.                           | 3 mei 2015                   | Portugal – Nederland         | 1 – 2                        | Vriendschappelijk            | 0                            |
| 5.                           | 5 mei 2016                   | Portugal – Nederland         | 2 – 4                        | Vriendschappelijk            | 1                            |
| 6.                           | 1 juli 2016                  | Nederland – Finland          | 6 – 0                        | Vriendschappelijk            | 0                            |
| 7.                           | 5 juli 2016                  | Zweden – Nederland           | 0 – 2                        | Vriendschappelijk            | 0                            |

### Nederland onder 15
Op 23 april 2015 debuteerde Banarsie voor Nederland –15 in een vriendschappelijke wedstrijd tegen Duitsland –15 (0 – 2).
| Interlands van Amy Banarsie       | Interlands van Amy Banarsie       | Interlands van Amy Banarsie       | Interlands van Amy Banarsie       | Interlands van Amy Banarsie       | Interlands van Amy Banarsie       |
| №                                 | Datum                             | Wedstrijd                         | Uitslag                           | Soort Wedstrijd                   | Doelpunten                        |
| Als speelster bij SV Lelystad '67 | Als speelster bij SV Lelystad '67 | Als speelster bij SV Lelystad '67 | Als speelster bij SV Lelystad '67 | Als speelster bij SV Lelystad '67 | Als speelster bij SV Lelystad '67 |
| --------------------------------- | --------------------------------- | --------------------------------- | --------------------------------- | --------------------------------- | --------------------------------- |
| 1.                                | 23 april 2015                     | Duitsland – Nederland             | 2 – 0                             | Vriendschappelijk                 | 0                                 |